# Sokołowsko
Sokołowsko (en allemand : Görbersdorf) est un village de la gmina de Mieroszów, situé dans le sud-ouest de la Pologne. 
Le village fait partie de la région historique de Basse-Silésie. Il se situe dans une vallée au milieu de la chaîne de montagnes des Sudètes, à environ 15 kilomètres au sud de Wałbrzych, près de la frontière tchèque. La population y est de 880 habitants. On y trouve un des premiers sanatoriums, construit par le botaniste allemand Hermann Brehmer (de) (1826-1889) pour le traitement de la tuberculose.

## Histoire
De 1818 à 1945, Görbersdorf fait partie de l'arrondissement de Waldenburg dans le district de Breslau au sein de la province de Silésie.